# Lepyrotica fragilella
Lepyrotica fragilella är en fjärilsart som beskrevs av Walsingham 1897. Lepyrotica fragilella ingår i släktet Lepyrotica och familjen äkta malar.
Artens utbredningsområde är Haiti. Inga underarter finns listade i Catalogue of Life.